# Peter Lehmann
Peter Lehmann (Calw, 3 settembre 1950) è un editore tedesco.
Ed è un autore scientifico e attivista internazionale di antipsichiatria umanistica.

## Biografia
Peter Lehmann, laureato in pedagogia e dottore honoris causa, lavora come scrittore ed editore a Berlino. Dal 1980 ha al suo attivo numerosi contributi apparsi su riviste specialistiche e testi pubblicati sia in Germania che all'estero. Nel 1986 ha fondato la casa editrice Antipsychiatrieverlag (in italiano: Peter Lehmann Edizioni).
Nel 1990 è tra i fondatori di PSYCHEX (Svizzera), nel 1991 contribuisce alla costituzione della Rete europea degli (ex-) utenti e sopravvissuti alla psichiatria (ENUSP). Nel 1996 è tra i co-fondatori della Weglaufhaus (Casa-rifugio per coloro che fuggono dalla psichiatria) a Berlino. Dal 1994 al 2000 fa parte del consiglio direttivo dell'Associazione nazionale tedesca di (ex-) utenti e sopravvissuti alla psichiatria. Dal 1996 al 1999 è membro del consiglio direttivo del Mental Health [Salute Mentale] Europe (MHE), ex Consiglio Regionale Europeo della Federazione Mondiale della Salute Mentale (ERC-WFMH). Nel 2002 è tra i fondatori dell'associazione Für alle Fälle (Per tutti i casi). Nel 2002 viene designato rappresentante ufficiale di MindFreedom International presso le Nazioni Unite e nel 2004 è cofondatore di INTAR, International Network Toward Alternatives and Recovery (Network internazionale per alternative e recupero).
Nel 2010, gli viene assegnato un dottorato onorario come riconoscimento "del contributo scientifico ed umanitario eccezionale ai diritti delle persone con esperienza psichiatrica" dalla scuola di psicologia dell'Università Aristotele di Salonicco, facoltà di filosofia. La laudatio fu tenuta dal Sig. Prof. per Psicologia clinica, Kostas Bairaktaris. Peter Lehmann è il primo e finora unico sopravvissuto alla psichiatria che è mai stato onorato in questo modo per i suoi successi quale pioniere nel campo dell'antipsichiatria umanistica. Nel 2011, gli viene assegnato l'ordine di merito della Repubblica Federale della Germania come riconoscimento per il servizio alla Comunità dal Presidente federale della Germania.

## Antipsichiatra umanistica
L'antipsichiatra umanistica, com'è stata sviluppata da Peter Lehmann dalle posizioni tradizionali e tendenzialmente patriarcali ed accademiche di Franco Basaglia, David Cooper, Michel Foucault, Ronald D. Laing e Thomas Szasz, è per lui una filosofia e un movimento non dogmatico. Per Peter Lehmann, l'antipsichiatria umanistica è orientata verso l'interesse degli utenti e dei sopravvissuti della psichiatria che lottano per l'autodeterminazione e incolumità corporea. L'antipsichiatria umanistica non è in nessun modo collegata né all'industria farmaceutica, né a organizzazioni che da essa dipendono, né tanto meno a Scientology o ad altre sette o a gruppi dogmatici di qualsiasi colore. Per Peter Lehmann, oltre la salute, niente importa più della libertà e dell'indipendenza.
Per questo, l'antipsichiatria umanistica, per Peter Lehmann è colma di spirito di contraddizione e dalla cognizione fondamentale che non spetta alla psichiatria in quanto riguardata "scienza naturale", di risolvere problemi psichici di natura sociale, che la disponibilità degli psichiatri a far uso della violenza rappresenta una minaccia e che le loro diagnosi stereotipate deviano l'attenzione dai reali problemi della persona nella società.
Per questi motivi, per Peter Lehmann l'antipsichiatria umanistica mira a conseguire la creazione di un'assistenza psicosociale adeguata ed efficace per coloro che si trovano in stato di necessità, salvaguardare la parità di diritti coi normali pazienti, la costituzione di organizzazioni e la realizzazione di collaborazioni con altri enti per i diritti dell'uomo e con gruppi di auto-aiuto, l'assistenza professionale per chi desidera sospendere l'assunzione di psicofarmaci psichiatrici, lo sviluppo di sostanze psicotrope (che influiscono sulla psiche) non sintetiche – quindi innocue –, nonché la proibizione dell'elettro-shock ("Terapia elettroconvulsivante"), nuove forme di vita – più o meno istituzionali – per coloro che sono considerati pazzi o diversi e pluralità, tolleranza e rispetto in tutti gli aspetti della vita.

### Articoli da riviste scientifiche
- Lehmann, P. (2024). Psychiatry stripped naked: Current human rights violations in psychiatry in Germany, Greece and the rest of the world. Journal of Critical Psychology, Counselling and Psychotherapy (RU), 24(1), 16-37.
- Lehmann, P. (2023). The bright and the dark side of the self-help movement. Ambivalent experiences from almost half a century of involvement in non- and antipsychiatric self-organization and self-help in Germany. Journal of Critical Psychology, Counselling and Psychotherapy (RU), 23(4), 26-36.
- Lehmann, P. (2022). Violações informais dos direitos humanos psiquiátricos: violência psiquiátrica a través de desinformação deliberada sobre os riscos de dependência de drogas psicotrópicas e retenção de apoio na sua descontinuação e retirada. In: P. Amarante / F. Freitas (eds.), Crise Planetária: pandemia, desigualdades, neoliberalismo e patologização (pagg. 62-69). Rio de Janeiro: Laboratório de Estudos e Pesquisas em Saúde Mental e Atenção Psicossocial/Fiocruz, ISBN 978-65-00-45355-3.
- Lehmann, P. (2022). A concise guide to electroshock: Indications, mode of action, risks, alternatives. Journal of Critical Psychology, Counselling and Psychotherapy (RU), 22(3), 36-45
- Lehmann, P. (2021). Humanistic antipsychiatry and the Journal of Critical Psychology, Counselling and Psychotherapy – A personal retrospective. Journal of Critical Psychology, Counselling and Psychotherapy (RU), 21(1), 64-68
- Aderhold, V., Lehmann, P., Rufer, M., Zehentbauer, J. (2020). Discontinuing psychotropic drugs? And if so, how? Journal of Critical Psychology, Counselling and Psychotherapy (RU), 20(4), 66-75
- Lehmann, P. (2019). Paradigm shift: Treatment alternatives to psychiatric drugs, with particular reference to low- and middle-income countries. In: L. Davidson (ed.), The Routledge Handbook of International Development, Mental Health and Wellbeing (pagg.  251-269). London / New York: Routledge ISBN 978-0-367-02773-5
- Lehmann, P. (2019). Fiches d’information sur les antidépresseurs et les antipsychotiques – indépendantes de l’industrie et orientées envers les patients.  à jour ! Sviluppi professionionali in psycoterapia – Informazioni per i membri ASP (Associazione Svizzera degli Psycoterapeuti) (Zurigo), (2), 64-66
- Lehmann, P. (2019). Transparency first. Disclosure of conflicts of interest in the psychiatric field. Journal of Critical Psychology, Counselling and Psychotherapy (RU), 19(2), 131-151
- Lehmann, P. (2018). Teaching withdrawal of antipsychotics and antidepressants to professionals and recipients. In: C. Newnes / L. Golding (eds.), Teaching Critical Psychology: International perspectives (pagg. 148-169). Abingdon / New York: Routledge, ISBN 978-1-138-28833-1
- Lehmann, P. (2015). Are users and survivors of psychiatry only allowed to speak about their personal narratives?. In: J.Z. Sadler, K.W.M. Fulford, & C.W. Van Staden (eds.), The Oxford Handbook of Psychiatric Ethics, Vol. 1 (pagg. 98-104). Oxford: Oxford University Press, ISBN 978-0-19-966388-0
- Lehmann, P. (2015). Securing human rights in the psychiatric field by advance directives. Journal of Critical Psychology, Counselling and Psychotherapy (RU), 15(1), 1-10
- Lehmann, P. (2014). Facebook friends and other enemies. Journal of Critical Psychology, Counselling and Psychotherapy (RU), 14(1), 37-43
- Lehmann, P. (2014). Two contradictory sides of recovery and psychosocial rehabilitation. E-bulletin of the World Association for Psychosocial Rehabilitation) (Madrid), (35), 7-12
- Lehmann, P. (2013). Early warning signs of chronic or lethal diseases due to the administration of neuroleptics. Journal of Critical Psychology, Counselling and Psychotherapy (RU), 13(1), 23-29
- Lehmann, P. (2013). Me and Thomas Szasz. Contrarian approaches to anti-psychiatry. Asylum–The Magazine for Democratic Psychiatry (RU), 20(2), 12
- Lehmann, P. (2013). Alternativas a la psiquiatría. Revista de la Asociación Española de Neuropsiquiatría (Madrid), 33(117), 137-150
- Lehmann, P. (2012). About the intrinsic suicidal effects of neuroleptics: Towards breaking the taboo and fighting therapeutical recklessness. International Journal of Psychotherapy, 16, 30-49
- Lehmann, P. (2010). The particular elements of Soteria from the perspective of (ex-) users and survivors of psychiatry. Asylum–The Magazine for Democratic Psychiatry (RU), 17, 11-13
- Lehmann, P. (2010). How to withdraw from psychiatric drugs. Asylum–The Magazine for Democratic Psychiatry (RU), 17, 29-31
- Lehmann, P. (2010). Medicalization and irresponsibility. Journal of Critical Psychology, Counselling and Psychotherapy (RU), 10, 209-217
- Lehmann, P. (2010). International noncompliance and humanistic antipsychiatry. In K. Bairaktaris (ed.), Proceedings of the European Congress against Discrimination and Stigma, for User-Orientated Reforms in Psychiatry and the Right to Alternatives (pagg. 63-72). Salónicco: Università Aristotele di Salonicco, ISBN 978-960-88503-5-4
- Lehmann, P. (2010). Resisting psychiatric assault: A European initiative to introduce a suicide register. In B. Burstow & S. Diamond (eds.), Proceedings of the PsychOUT-conference, May 7-8, 2010. Toronto: Ontario Institute for Studies in Education, University of Toronto 2010
- Lehmann, P. (2009). A snapshot of users and survivors of psychiatry on the international stage. Journal of Critical Psychology, Counselling and Psychotherapy (RU), 9, 32-42
- Lehmann, P. (2009). Variety instead of stupidity: About the different positions within the movement of (ex-) users and survivors of psychiatry. Journal of Critical Psychology, Counselling and Psychotherapy (RU), 9, 197-204
- Lehmann, P. (2007). From the madhouse to the warmth of others. aaina—A mental health advocacy newsletter (L'India), 7, 9-12
- Lehmann, P. (2005). All about PSY DREAM: Psychiatric drug registration, evaluation and all-inclusive monitoring. Epidemiologia e psichiatria sociale, 14, 15-21
- Lehmann, P. (2002). Treatment-induced suicide: Suicidality as a potential effect of psychiatric drugs. Journal of Critical Psychology, Counselling and Psychotherapy (RU), 2, 54-58
- Lehmann, P. (2001). Coming off neuroleptics. In C. Newnes, G. Holmes & C. Dunn (eds.), This is Madness Too: Critical perspectives on mental health services (pagg. 81-91). Ross-on-Wye: PCCS Books, ISBN 978-1-898059-37-0
- Lehmann, P. (2000). Manage or perish? Or chosing to live without neuroleptic drugs? In J. Guimón & N. Sartorius (eds.), Manage or Perish? The challenges of managed mental health care in Europe (pagg. 469–474). New York / Boston / Dordrecht / London / Mosca: Kluwer Academic / Plenum Publishers, ISBN 978-0-306-46210-8
- Lehmann, P. (1999). Promotion of mental health and prevention of mental disorders by empowerment: Is there a psychiatry-policy without meaningful participation of (ex-) users/survivors of psychiatry? In J. Lavikainen, E. Lahtinen & V. Lehtinen (eds.), Proceedings of the European Conference on Promotion of Mental Health and Social Inclusion, 10-13 October 1999, Tampere, Finland (pagg. 108-110). Helsinki: Ministry of Social Affairs and Health, ISBN 952-00-0896-9.
- Lehmann, P. (1999). Psychiatric emergency-treatment: Help against one's will or action of professional violence? In M. De Clercq, A. Andreoli, S. Lamarre & P. Forster (eds.), Emergency Psychiatry in a Changing World: Proceedings of the 5th World Congress of the International Association for Emergency Psychiatry (pagg. 95-104). Amsterdam / Losanna / New York / Oxford / Shannon / Singapore / Tokyo: Elsevier, ISBN 978-0-444-50017-5
- Lehmann, P. (1998). Perspectives of (ex-) users and survivors of psychiatry. In E. Lahtinen (ed.), Mental Health Promotion on the European Agenda. Report from a Consultative Meeting, 15-16 January 1998, Helsinki, Finland (pagg. 63-68). Helsinki: STAKES Publications, ISBN 951-33-0681-X
- Lehmann, P. (1998). Remarks and points to be added to the Declaration of Madrid (World Psychiatric Association). In The Voiceless Movement / Les Sans-Voix (ed.), Deprived of Our Humanity: The case against neuroleptic drugs (pagg. 159-162). Geneva: Association Ecrivains, Poètes & Cie., ISBN 978-2-88462-039-0
- Lehmann, P. (1998). Withdrawal symptoms connected with cessation of psychiatric drugs. In The Voiceless Movement / Les Sans-Voix (ed.), Deprived of Our Humanity: The case against neuroleptic drugs (pagg. 73-80). Geneva: Association Ecrivains, Poètes & Cie., ISBN 978-2-88462-039-0
- Lehmann, P. (1994). "Progressive" psychiatry: Publisher J. F. Lehmann as promoter of social psychiatry under fascism. Changes–An International Journal of Psychology and Psychotherapy (RU), 12, 37-49
- Lehmann, P. & Kempker, K. (1993). Unconventional approaches to psychiatry. Clinical Psychology Forum (RU), (51), 28-29